# Tårnborg Voldsted
Tårnborg Voldsted er et fredet voldsted ved Gødstrup Sø i Midtjylland, beliggende i Snejbjerg Sogn nordvest for Herning (Herning Kommune).
Voldstedet udgør resterne af en større gård kaldet Tårnborg. Voldstedet dateret angiveligt fra år 1200-1300. Voldstedet består af en borbanke og ladegårdsbanke.